# Mimene albiclavata
Mimene albiclavata är en fjärilsart som beskrevs av Butler 1882. Mimene albiclavata ingår i släktet Mimene och familjen tjockhuvuden. Inga underarter finns listade i Catalogue of Life.